# Brienzer Rothorn
Brienzer Rothorn – szczyt w paśmie Schweizer Voralpen, części Alp Zachodnich. Leży w Szwajcarii w kantonach Berno, Obwalden i Lucerna. Można go zdobyć ze schroniska Arnischwand (1373 m).